# Калин камен
Калин камен или Влашка Бачевина (на македонска литературна норма: Калин Камен) е връх в планината Осогово, източната част на Северна Македония, висок 1817 метра. Под върха е било разположено влашкото село Калин камен.